# Haplospiza
Haplospiza es un género de aves paseriformes perteneciente a la familia Thraupidae que agrupa a dos especies nativas de la América tropical (Neotrópico), donde se distribuyen desde el sur de México, por América Central y del Sur hasta el noreste de Argentina. A sus miembros se les conoce por el nombre común de  yales, y también afrecheros fringilos o cigarras, entre otros.

## Etimología
El nombre genérico femenino Haplospiza se compone de las palabras del griego «haploos»: liso, uniforme, y  «σπιγγος, σπιζα spiza»: el nombre del pinzón vulgar.

## Distribución
Las especies de este género se extienden una (H. rustica) desde el sur de México hasta el oeste de Bolivia; y la otra (H. unicolor) desde el sureste de Brasil hasta el este de Paraguay y noreste de Argentina. Como vagante se la ha reportado llegando aún más al sur, a Uruguay y al noreste de Buenos Aires.

## Características
Las dos aves de este género son pequeñas, miden 12,5 cm de longitud, de picos puntigudos, los machos de color gris uniforme y las hembras de color pardo oliváceo, estriadas más claro por abajo. Ambas especies muestran una fuerte preferencia por bambuzales, principalmente en selvas húmedas montanas.

## Historia taxonómica y relaciones filogenéticas

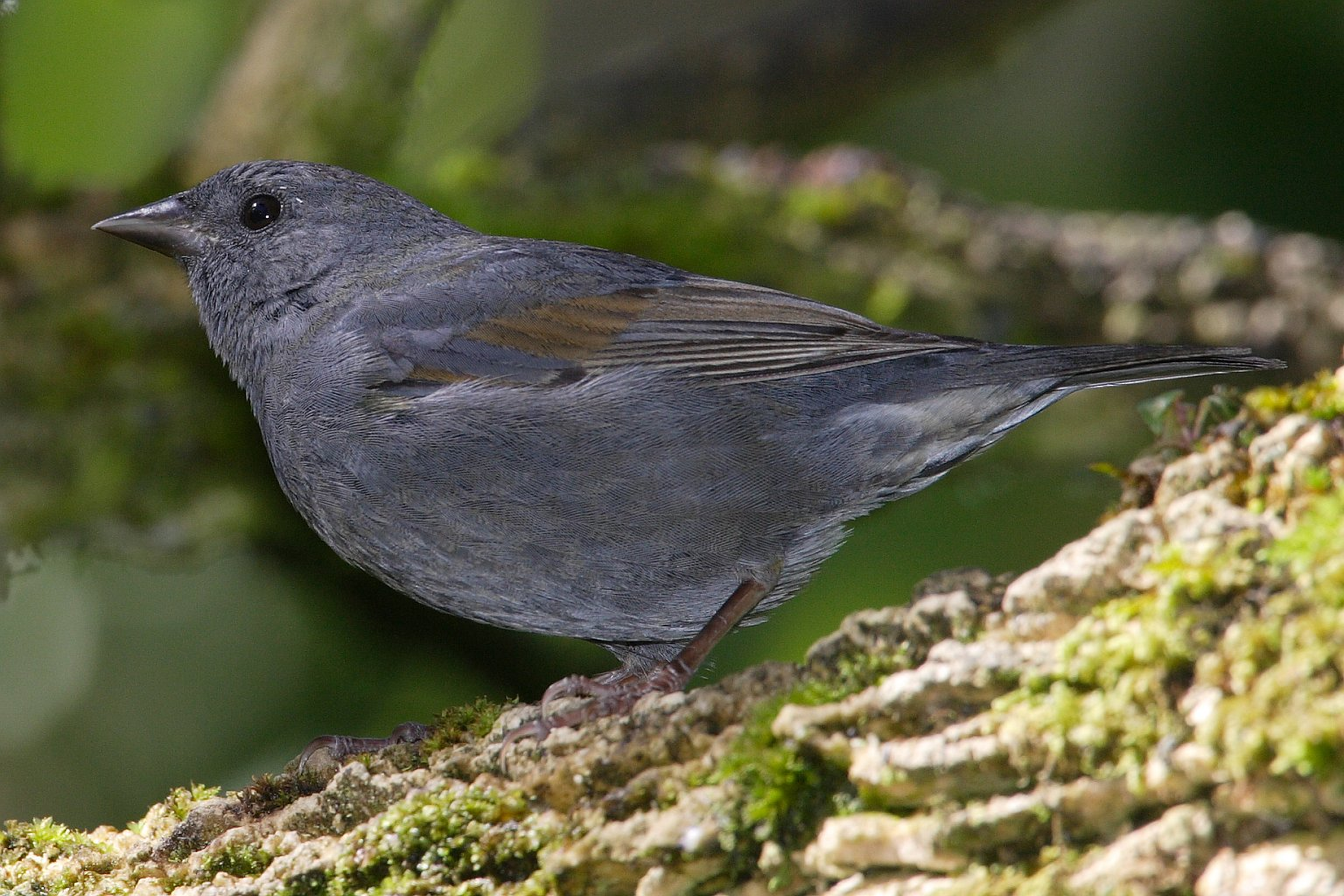
Haplospiza rustica

El presente género estuvo anteriormente incluido en la familia Emberizidae, pero fue transferido para Thraupidae, junto a numerosos otros géneros, siguiendo la aprobación de la Propuesta N° 512 al Comité de Clasificación de Sudamérica (SACC) en noviembre de 2011, con base en diversos y robustos estudios genéticos.
En los años 2010, varias publicaciones de filogenias completas de grandes conjuntos de especies de la familia Thraupidae basadas en muestreos genéticos, que incluyeron varios marcadores mitocondriales y nucleares, permitieron comprobar que las dos especies en el presente género no eran hermanas, y que Haplospiza rustica era hermana de Acanthidops bairdi, a pesar de que las tres comparten características morfológicas y comportamentales como la preferencia por bambuzales. Con base en estos resultados, Burns et al. (2016) propusieron resucitar el género Spodiornis exclusivamente para H. rustica (donde ya había sido colocada en el pasado), solución que fue adoptada por Aves del Mundo (HBW), Birdlife International (BLI) y Clement checklist/eBird. Sin embargo, el SACC, en la Propuesta N° 730 parte 17 rechazó esta modificación taxonómica por considerar insatisfactoria la separación en muchos géneros monotípicos, pero reconociendo que la situación es temporaria  y no refleja la filogenia de las especies.
Los amplios estudios filogenéticos recientes demuestran que el presente género y Acanthidops forman un clado bien soportado, próximo de Geospizopsis, todos en una gran subfamilia Diglossinae.

## Lista de especies
Según la clasificación del Congreso Ornitológico Internacional (IOC) el género agrupa a las siguientes especies con el respectivo nombre popular de acuerdo con la Sociedad Española de Ornitología (SEO):
| Imagen | Nombre científico   | Autor           | Nombre común  | Estado de conservación |
| ------ | ------------------- | --------------- | ------------- | ---------------------- |
|        | Haplospiza unicolor | Cabanis, 1851   | yal unicolor  | LC                     |
|        | Haplospiza rustica  | (Tschudi, 1844) | yal pizarroso | LC                     |